# Diana Çuli
Diana Çuli (ur. 13 kwietnia 1951 w Tiranie) – albańska pisarka, publicystka i polityk.

## Życiorys
W 1973 ukończyła studia na wydziale filologicznym Uniwersytetu Tirańskiego. Po studiach rozpoczęła pracę w redakcji czasopisma Drita i francuskojęzycznego magazynu Les lettres albanaises. W 1990 związała się z opozycją demokratyczną, stając na czele Niezależnego Forum Kobiet, a następnie wstępując do partii socjaldemokratycznej.
W wyborach 2005 uzyskała mandat deputowanej do Zgromadzenia Albanii. Od 2006 jest przedstawicielką Albanii w Zgromadzeniu Parlamentarnym Rady Europy. W Albanii zajmuje się działalnością na rzecz kobiet, zmuszanych do prostytucji.
Pod koniec lat 70. opublikowała swoje pierwsze opowiadanie Sumienia (alb. Ndërgjegja), które ukazało się w piśmie Pionieri. Wydała osiem powieści, jest autorką dwóch scenariuszy filmowych.
W 2023 zasiadała w komisji dokonującej wyboru filmów albańskich ubiegających się o nagrodę Amerykańskiej Akademii Filmowej.

## Powieści
- 1980: Jehonat e jetës
- 1983: Zeri i larget
- 1986: Dreri i trotuareve
- 1987: Rrethi i kujtesës
- 1992: Rekuiem
- 1993: ... dhe nata u nda në mes
- 2000: Diell në mesnatë
- 2006: Engjëj të armatosur
- 2009: Gruaja na kafe
- 2011: Hoteli i drunjtë

## Scenariusze filmowe
- 1985: Hije që mbeten pas
- 1987: Rrethi i kujtesës
- 1988: Bregu i ashpër